# 南九州ファミリーマート
株式会社南九州ファミリーマート（みなみきゅうしゅうファミリーマート）は、日本のコンビニエンスストア業界2位の全国チェーンである株式会社ファミリーマートと、株式会社本坊商店の合弁で1993年4月に設立されたエリアフランチャイズ会社である。

## 概要
1993年4月、本坊商店が得意先である酒販店などの店舗活性化を支援する目的にファミリーマートとの合弁で南九州ファミリーマートを設立。
鹿児島エリアで店舗展開数が第一位である。エリア内でも近接で自社の競合店が数多く存在する為、鹿児島市圏や一部のテスト販売エリアを中心に実験店舗を手掛け、差別化戦略を実践している。このうちいずみ大野原店はテスト販売品を中心に通常の倍のアイテムを取り扱う。一部ではセルフ給油のガソリンスタンドとの組み合わせ店舗も実験中である。
ドルフィンポート店は、鹿児島の観光土産や地域限定商品を充実させていたが2020年3月下旬で閉店。
2011年9月までに鹿児島県内のファミリーマートの内、よかど鹿児島／S店（2020年5月開業）および店舗スペースの関係上ATMを設置できない店舗を除く全店舗に鹿児島銀行ATM（通年7：00～23：00稼働）の設置が完了している。
ただし、JR九州の鉄道駅構内に所在する店舗（キオスクが前身の鹿児島中央駅改札口店やJR川内駅店を除き元生活列車）やドラッグイレブンとの合同運営店舗はJR九州リテールが当社と契約することで運営する形を採っているため、店名文字の前に付くJR九州リテールのシンボルマークは原則として付けていない。

## 沿革
- 1993年4月 - 本坊商店とファミリーマートの合弁により設立。
- 1993年6月 - 鹿児島県に出店。
- 1994年9月 - 宮崎県に出店。
- 1995年10月30日 - 橘ストアーからコンビニエンスストア9店舗の営業権を取得[4][5]。
- 1996年5月 - チェーン店舗数100店舗達成。
- 1997年10月 - チェーン店舗数150店舗達成。
- 1999年8月 - チェーン店舗数200店舗達成。
- 2003年4月 - 創立10周年。
- 2006年3月 - 宮崎県内の各店舗にEdyを導入。
- 2006年4月 - 鹿児島県内の各店舗にEdyを導入。
- 2007年7月 - 全店舗にiDを導入。
- 2008年4月 - 創立15周年・ベルマーク活動に参加。
- 2009年10月 - 全店舗にWAONを導入。
- 2009年12月 - 宮崎銀行との提携により、コンビニATM・イーネットを宮崎県内の店舗に設置開始。
- 2011年9月 - 鹿児島銀行ATMの鹿児島県内の全店舗設置完了。
- 2013年2月 - チェーン店舗数300店舗達成。
- 2013年4月 - 創立20周年。
- 2015年12月 - 親会社ファミリーマートとココストアの合併。
  - 鹿児島県・宮崎県でココストア及びエブリワンの名称にて展開していた店舗は順次ファミリーマートにブランド変更し南九州ファミリーマートに運営を移管。移管第一号店舗は12月10日同時開店した旧エブリワン店舗の紫原中学校前店と山田店。
- 2016年6月15日 - 鹿児島県の離島地域（種子島・奄美大島・徳之島）にてエブリワンとして展開していた店舗をファミリーマートにブランド変更し、同日開店。1号店は名瀬港町店（奄美市）と亀津南店（徳之島町）。同年8月3日までに残り10店舗をオープンさせる予定[6][7][8]。
- 2020年5月13日 - 完全キャッシュレス店舗であるよかど鹿児島/S店をオープン。

## 出店している市町村
鹿児島、宮崎県に合計408店舗展開する。（2017年12月末現在）。2016年6月にはエブリワンからの転換店舗として鹿児島県離島地域にも出店を果たした。

### 鹿児島県
281店舗
- 鹿児島市
- 姶良市
- 阿久根市
- 伊佐市
- 出水市

- いちき串木野市
- 指宿市
- 曽於郡大崎町
- 鹿屋市
- 肝属郡肝付町

- 霧島市
- 肝属郡錦江町
- 薩摩郡さつま町
- 薩摩川内市
- 志布志市

- 曽於市
- 垂水市
- 出水郡長島町
- 日置市
- 枕崎市

- 南九州市
- 南さつま市*[加世田、金峰地域のみ]
- 姶良郡湧水町

- 熊毛郡南種子町
- 奄美市
- 大島郡徳之島町
- 大島郡龍郷町

### 宮崎県
127店舗
- 宮崎市
- えびの市
- 東臼杵郡門川町
- 児湯郡木城町
- 東諸県郡国富町

- 串間市
- 小林市
- 西都市
- 児湯郡高鍋町
- 西諸県郡高原町

- 児湯郡都農町
- 西臼杵郡高千穂町
- 西臼杵郡日之影町
- 日南市
- 延岡市
- 日向市
- 都城市

## 特徴のある店舗

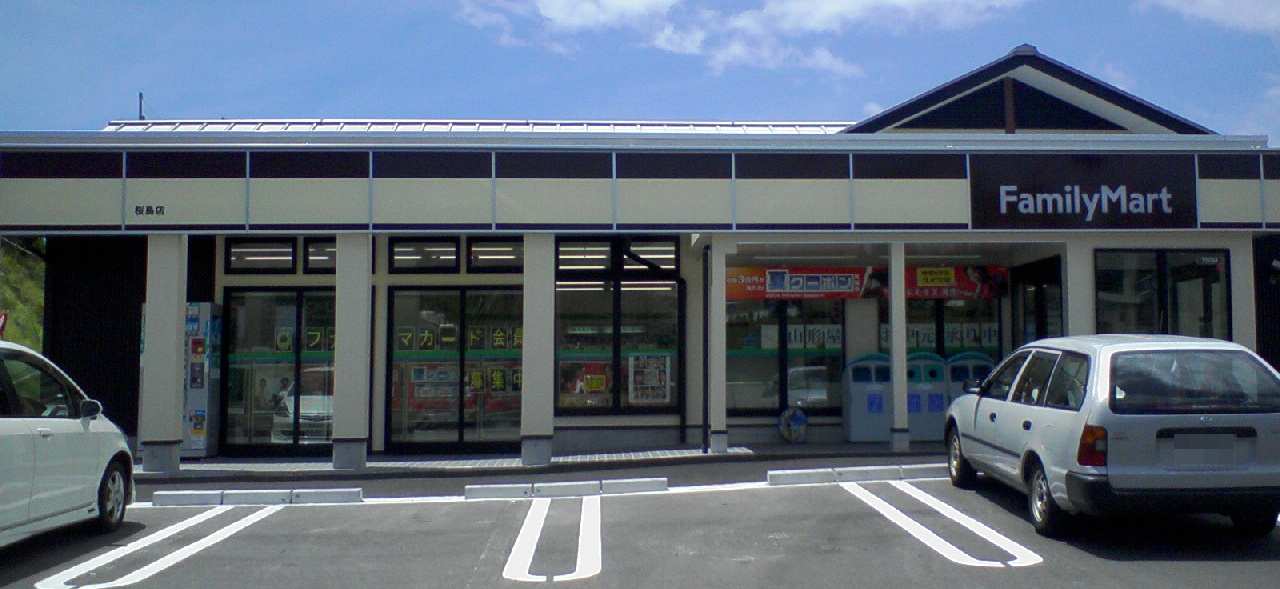
桜島店（建て替え前の店舗）

- 鹿児島県離島地域（種子島・奄美大島・徳之島）の店舗 - エブリワン時代と同様に店内調理を実施。店内で調理されたパンや弁当、ばくだんおにぎりなどを販売している[7][8]。
- 桜島店（鹿児島県鹿児島市） - 店舗の看板などを桜島の景観を損なわないために、通常のファミマカラー（緑と青）ではなく、白色と茶色。2007年7月19日開店。
- サンレックス流通団地店（鹿児島県鹿児島市） - 鹿児島トラックステーションに併設。
- PLACE城西店（鹿児島県鹿児島市） - TSUTAYAPLACE城西店との複合店舗。以前は隣接していたが、新装開店に伴い1階がBooksTSUTAYAと併設となった(南港店と違い仕切がない)。2011年12月2日リニューアルオープン。
- よかど鹿児島/S店 - 2020年5月に全面開業した鹿児島銀行新本店ビル内の商業施設よかど鹿児島にテナントとして5月13日[注 1]にオープンした[10]。4年越しではあるが、後述の金生町店の後継で現金の取り扱いを廃した完全キャッシュレス店舗、セルフレジも設置[11]。この形態のため、Famiポートやマルチコピー機は設置されておらず、現金決済専用の各種料金やPOSAカードの販売は行われていない。鹿児島銀行が運営する商業施設のテナントのため、開業当初から鹿児島銀行が管理するスマホ決済サービスの『Payどん』が既に導入されている[注 2]。
- 宮崎橘通店（宮崎県宮崎市）- 宮崎銀行橘通支店の一角に出店[12]。

### 過去
- 金生町店（鹿児島県鹿児島市）- 鹿児島銀行本店の一角に出店[13]していた、当店舗と銀行との行き来が可能だった。敷地の再開発に伴い2016年8月31日朝7時に閉店。
- ドルフィンポート店 - 鹿児島港北埠頭の本港新町にある観光客向けの複合商業施設内にあるため、他店には見られない独自の観光みやげコーナーが併設されていた[注 3]。入居施設の営業終了に伴い2020年3月下旬に閉店。
- 南港店（鹿児島県鹿児島市） - TSUTAYA南港店との複合店舗。2007年12月5日開店、2018年8月31日をもってTSUTAYA部分と共に閉店。建物を取り壊し後、2019年2月28日に単独店舗として再出店している[注 4]。

## 南九州ファミリーマートにおける独自の展開・問題点
以下に挙げるものは、JR九州リテール運営の鹿児島中央駅東口店および鹿児島中央駅店、JR宮崎駅店（いずれも元・生活列車）、JR川内駅店も同様である。

### 県外のファミリーマートよりも先行したもの
- ファミリーマートに先行して楽天Edy（当時Edy）決済を2006年4月24日に一斉導入した[14]（ファミリーマート内での導入は沖縄ファミリーマート（2005年8月）に次いで2番目、2007年7月に全国展開[15]）。

### 地域限定商品・企画商品
- ローカル性が非常に強い土地柄を加味して、シーズン中のみ山形屋のお中元とお歳暮のギフト商品のカタログ販売を鹿児島県と宮崎県の各店舗で受け付けている（全国一斉キャンペーンの三越のお中元・お歳暮も並行して行う）。
- 鹿児島・宮崎地域限定の弁当・おにぎり・お惣菜・スナック菓子・アイスデザート等を両県を中心とした地元マスコミ[注 5]とタイアップして数多くキャンペーン販売を行い成果を上げている。
- ファミマカフェのコーヒーにはドリップ方式とエスプレッソ方式と2つのタイプを備え付けている（ただ、2020年現在、エスプレッソ方式に一本化した店舗も一部存在する）。現在ではカフェラテやフラッペなどを含め10~13種類のレパートリーがある。以前はレパートリーが非常に少なく、他地域に追い付くまで2年近くを要した。

### 問題点（未展開商品・他地域との格差）
前述のとおり、オリジナル商品を展開する一方で鹿児島・宮崎地域でのみ未展開、あるいは結果的に展開されたものの他地域より大幅に遅れたケースも多々存在（下節も参照）する。とくにチルド系の中華麺やスイーツにおいてはこの傾向が顕著に表れている。
- am/pmが展開していたとれたてキッチン（フローズン弁当）を引き継ぎ、2012年から展開していた冷凍中食「フレッシュフローズン」[注 6]は鹿児島・宮崎に加えて北海道ファミリーマート（解散）と沖縄ファミリーマートの運営する店舗でも展開されなかった[16]。
- ファミマカフェのうちカフェフラッペは10か月遅れの2015年4月から販売を開始したものの、抹茶とマンゴーオレンジを展開していなかった。その後、他地域より約1年遅れの2016年5月頃から一部店舗で販売を開始し、当該店舗ではストロベリーフラッペ等も他地域と同時に展開を開始している（マンゴーオレンジ、ストロベリーフラッペ等については後に全国的に展開を終了）[17][18]。
- サークルKサンクス（南九州サンクス含む）で展開していた「窯出しとろけるプリン」[19]を「窯焼きとろけるプリン」と改めた上で2016年12月からファミリーマートの店舗でも展開を開始したが、2017年1月時点で北海道のファミリーマートの店舗・南九州ファミリーマート・沖縄ファミリーマートの店舗での展開を行っていなかった[20]。その後同年5月中旬の当商品の「窯出しとろけるプリン」への再リニューアルを機に約半年遅れで展開した[注 7]。
- 2017年6月27日から、ファミリーマートではサークルKサンクス（南九州サンクス含む）で販売されていた焼き鳥の販売を開始[21]したが、それ以前から当社では独自に焼き鳥を販売していた[22]都合上、独自仕様の焼き鳥の販売が2018年5月頃まで継続されていた。（ファミリーマート (企業)も参照）
- 上記の常設の商品とは別にキャンペーン[23][24]や限定商品の一部[25]でも同様の事案が発生している。

### ATM

#### 鹿児島県のATM設置店舗
令和2年11月時点のATM総設置店舗数
鹿児島県内の店舗に設置している銀行ATMが鹿児島銀行（機器管理元は設置店舗近隣の本支店）のものであるため、他地域で設置されているイーネット・ゆうちょ銀行のATMとはサービス状況が異なる（JR九州リテール運営の鹿児島中央駅東口店・鹿児島中央駅店（どちらも元生活列車）・川内駅店・元ココストア・エブリワンの店舗も同様）が、同行はMICSに加盟しているためみずほ銀行などの都市銀行や信用金庫・信用組合およびろうきんなども一定の条件にて利用できる。
平日8:45〜18:00は現金引出しの手数料は取らず、一般の同行のATMより稼働時間が延長されている（全日7:00〜23:00）。
| ATM        | 総設置店数     | 相互開放金融機関                                 | 備考 |
| ---------- | -------------- | ------------------------------------------------ | --- |
| 鹿児島銀行 | ほとんどの店舗 | 九州ATMネットワーク内の金融機関・ JAバンク鹿児島 | 鹿児島銀行の通帳利用およびキャッシュカードによる肥後銀行・宮崎銀行の入金が可能。 非接触IC媒体・生体認証（指静脈）対応ATM |

※はとや牧園店のみJAバンクATMが屋外敷地内に設置され、JAバンク鹿児島の通帳利用・三菱UFJ銀行が可能となっていたが後に撤去され、並行されて店内に設置されていた鹿児島銀行ATMに一本化された。

#### 宮崎県のATM設置店舗
かつては宮崎銀行店舗外ATMが設置されていたが、すべてイーネットのものに転換。